# Мулик Володимир Миколайович
Володимир Миколайович Мулик (нар. 4 січня 2006, Вінниця, Україна) — український футболіст, центральний захисник криворізького «Кривбасу».

## Життєпис
Народився у Вінниці. Вихованець місцевого футболу, в юнацькому чемпіонаті Вінницької області та ДЮФЛУ виступав за ВОДЮСШ-2 та КЗ ВОДЮСШ «Нива».
На початку вересня 2021 року потрапив до заявки «Ниви». У футболці вище вказаного клубу дебютував 11 вересня 2021 року в переможному (4:0) поєдинку 8-го туру групи А Другої ліги України проти київського АФСК. Володимир вийшов на поле на 82-й хвилині замість Артура Загорулька. Загалом у складі вище вказаного клубу зіграв 7 матчів у Другій лізі України.
На початку березня 2023 року перебрався до «Кривбасу», де спочатку виступав за юнацьку (U-19) команду. У футболці першої команди криворіжців дебютував 12 квітня 2025 року в програному (0:2) домашньому поєдинку 24-го туру Прем'єр-ліги України проти київського «Динамо». Мулик вийшов на поле на 85-й хвилині замість Даніеля Сози.